# Max von Sydow
Pour les articles homonymes, voir Von Sydow.
Carl Adolf von Sydow, dit Max von Sydow, né le 10 avril 1929 à Lund (Suède) et mort le 8 mars 2020 à Seillans (Var), est un acteur franco-suédois.
Sa carrière s'étend sur 70 ans dans le cinéma, la télévision et le théâtre européens et américains. Il apparaît dans plus de 150 films et plusieurs séries télévisées en plusieurs langues,. Capable de jouer des rôles allant de protagonistes impassibles et contemplatifs à des artistes sardoniques et des méchants menaçants et souvent joyeux, Von Sydow a reçu de nombreuses distinctions, notamment les honneurs du  Festival de Cannes et de la Mostra de Venise. Il a été nommé deux fois aux Oscars : meilleur acteur pour Pelle le Conquérant (1987) et meilleur acteur dans un second rôle pour Extrêmement fort et incroyablement près (2011).
Von Sydow est remarqué pour la première fois à l'échelle internationale pour son rôle du chevalier Antonius Block du XIVe siècle dans Le Septième Sceau (1957) d'Ingmar Bergman, dont les scènes de son personnage défiant la Mort à une partie d'échecs sont devenus mythiques. Il apparaît dans onze films de Bergman, dont Les Fraises sauvages (1957), La Source (1960), À travers le miroir (1961), Les Communiants (1963), La Honte (1968) et Le Lien (1971).
Von Sydow fait ses débuts dans le cinéma américain avec le rôle de Jésus-Christ dans le film biblique La Plus Grande Histoire jamais contée (1965) et joue ensuite dans des films tels que Hawaï (1966), L'Exorciste (1973), Les Trois Jours du Condor (1975), Flash Gordon (1980), Conan le Barbare (1982) et Jamais plus jamais (1983). Il apparaît également dans des seconds rôles dans Dune (1984), Hannah et ses sœurs (1986), L'Éveil (1990), Minority Report (2002), Le Scaphandre et le Papillon (2007), Shutter Island (2010), Robin des Bois (2010), et Star Wars, épisode VII : Le Réveil de la Force (2015). Il incarne le principal antagoniste Leland Gaunt (le Diable) dans Le Bazaar de l'épouvante (1993), adaptation du roman de Stephen King. En 2016, il interprète la Corneille à Trois Yeux dans la série Game of Thrones pour laquelle il est nommé au Primetime Emmy Award du meilleur acteur invité dans une série télévisée dramatique.
Il reçoit le prix culturel de la fondation royale de Suède en 1954, est fait commandeur de l'ordre des Arts et des Lettres en 2005, et chevalier de la Légion d'honneur le 17 octobre 2012.

## Biographie

### Enfance et formation
Son père, Carl Wilhelm von Sydow, était ethnologue et professeur d’islandais. Un ancêtre paternel, David Sydow (« von » a été ajouté plus tard au nom de famille à la suite d'un anoblissement), était d'origine allemande et avait émigré de Poméranie dans la région de Kalmar en 1724. Sa mère, la baronne Maria Margareta Rappe, qui était également d'origine poméranienne, était institutrice.
Il a été élevé comme luthérien mais est devenu agnostique dans les années 1970. Carl Adolf grandit dans une famille aisée de Lund. Il a appris l’anglais et l'allemand à l'âge de neuf ans, et, outre le suédois, parle aussi français, italien, espagnol, danois et norvégien. À l'école, il forme avec quelques amis une troupe de théâtre amateur. C’est ainsi que commence sa carrière d'acteur.

### Carrière

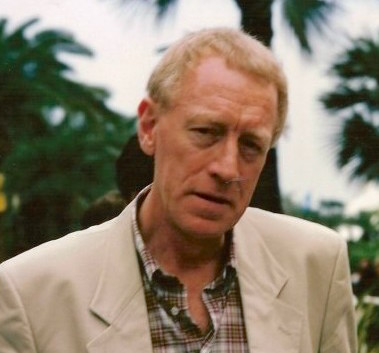
Max von Sydow au festival de Cannes 1990.

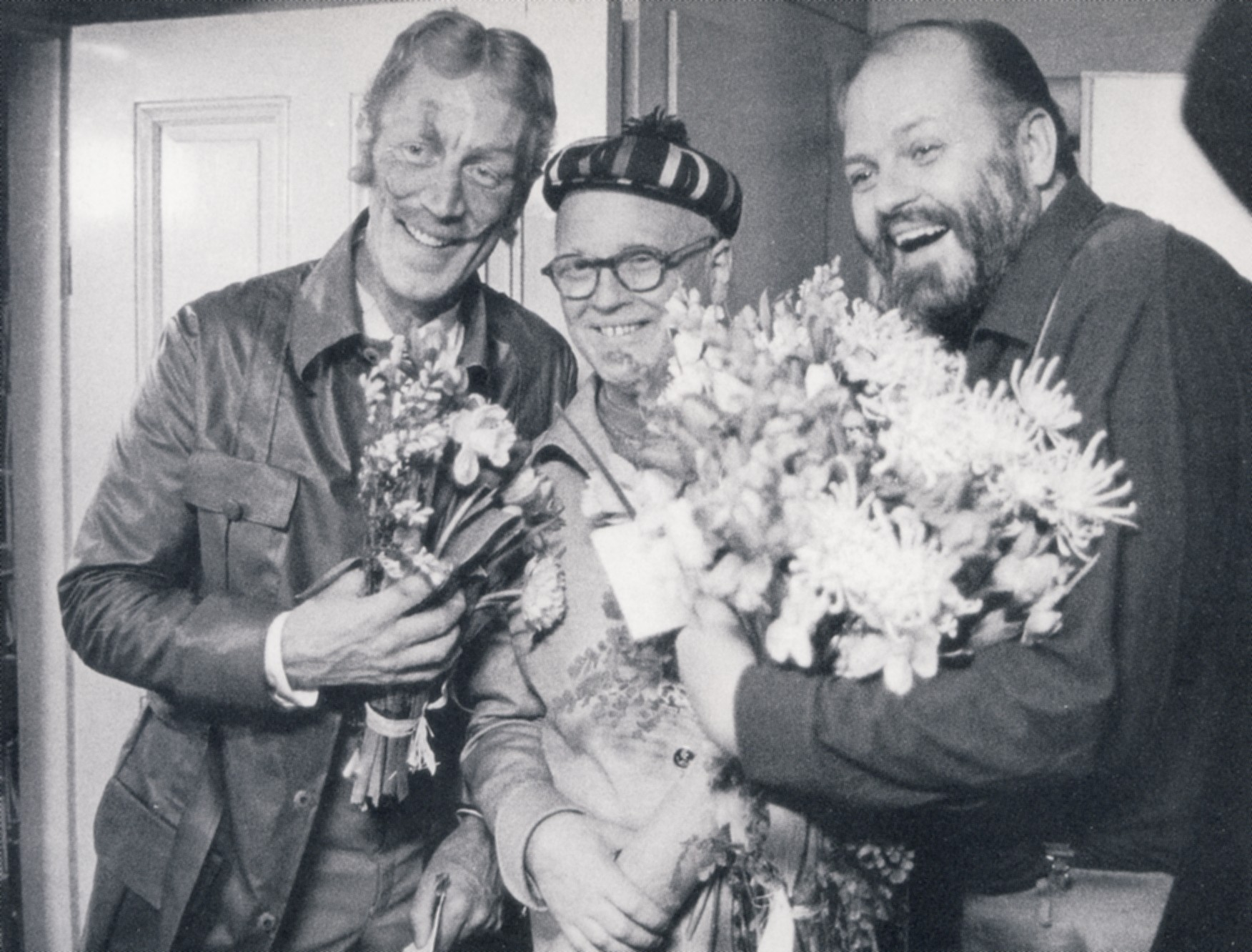
Max Von Sydow à gauche en 1968 avec Ramel et Wolgers.

Max von Sydow doit sa notoriété dans l'histoire du cinéma principalement au début de sa carrière et grâce à Ingmar Bergman dont il est alors un des acteurs fétiches, notamment dans Le Septième Sceau où il incarne un chevalier existentiel du XIVe siècle, de retour des croisades en pleine épidémie de peste et qui joue sa vie aux échecs avec la Mort.
En 1973, il interprète le rôle d'un prêtre exorciste dans le célèbre film L'Exorciste, qui grâce au maquillage semblait avoir plus de 80 ans pour les spectateurs, alors que lors du tournage il n'avait que 43 ans.
Sa notoriété lui ouvre les portes des cinématographies européenne, puis hollywoodienne. En vieillissant, son physique n'a rien perdu de son âpreté tourmentée comme dans des films tels que La Mort en direct de Bertrand Tavernier en 1980 ou Pelle le Conquérant de Bille August en 1987.
En 1975, il est choisi pour jouer le tueur à gages froid et opportuniste qui doit abattre « le Condor » (Robert Redford) dans le film Les Trois Jours du Condor de Sydney Pollack.
En 2008, il tourne sous la direction de Francis Huster, aux côtés de Jean-Paul Belmondo et Hafsia Herzi, dans Un homme et son chien.
En 2009, il retrouve le personnage de Vigo pour les besoins du jeu vidéo Ghostbusters: The Video Game.
Il reste proche du monde du jeu vidéo, puisqu'en 2011 il prête sa voix à Esbern, l'un des membres des Lames dans The Elder Scrolls V: Skyrim, cinquième opus de la série The Elder Scrolls.
En 2015, il fait partie de la large distribution du film Star Wars, épisode VII : Le Réveil de la Force, marquant le retour sur grand écran de la franchise Star Wars, ainsi que le début d'une troisième trilogie. Il incarne Lor San Tekka, un explorateur et allié de la générale Leia Organa. Il reprend le rôle dans l'adaptation du film en jeu vidéo Lego par le studio Traveller's Tales.
En 2016, il rejoint la distribution de la sixième saison de la série Game of Thrones (2011-2019), durant laquelle il tient le rôle de la Corneille à trois yeux originellement tenu par Struan Rodger (en) dans le dernier épisode de quatrième saison.

### Mort
Max von Sydow meurt le 8 mars 2020 à l'âge de 90 ans à son domicile de Seillans en Provence, en France.

### Vie privée
En 1951, Max von Sydow se marie avec l'actrice Kerstin Olin, avec qui il a deux fils, Claes et Henrik. Ses enfants sont apparus avec lui dans le film Hawaï. Ils divorcent le 26 février 1979. Von Sydow se remarie en avril 1997 avec Catherine Brelet (documentariste française et directrice de l'association culturelle Maison des métiers d'art français, puis productrice de films, et dont il adopte les deux fils, Yvan et Cédric Brelet von Sydow. Il vit à Seillans en Provence, où il aime lire, écouter de la musique et jardiner. Il a déclaré qu'il n'avait aucune intention de prendre sa retraite tant qu'il trouverait des rôles intéressants. Il a perdu sa nationalité suédoise lorsqu'il est devenu citoyen français en 2002. Il a été nommé chevalier de la Légion d’honneur en 2011.
Von Sydow est agnostique ou athée. En 2012, il a dit à Charlie Rose dans une interview qu'Ingmar Bergman lui avait dit qu'il le contacterait après sa mort pour lui montrer qu'il y avait une vie après la mort. Lorsque Rose a demandé à von Sydow s'il avait eu des nouvelles de Bergman, il a répondu par l'affirmative, mais a choisi de ne pas développer davantage la signification exacte de cette déclaration. Dans la même entrevue, il s'est décrit comme un sceptique dans sa jeunesse, mais a déclaré que ce doute avait disparu et a indiqué qu'il était d'accord avec la croyance de Bergman dans l'Au-delà.

## Filmographie

### Cinéma
- 1949 : Rien qu'une mère (Bara en mor) d'Alf Sjöberg : Nils
- 1951 : Mademoiselle Julie (Fröken Julie) d'Alf Sjoberg : Hand, le palefrenier
- 1957 : Le Septième Sceau (Det sjunde inseglet) d'Ingmar Bergman : Antonius Block
- 1957 : Les Fraises sauvages (Smultronstället) d'Ingmar Bergman : Akerman
- 1958 : Au seuil de la vie (Nära livet) d'Ingmar Bergman : Akerman
- 1958 : Le Visage (Ansiktet) d'Ingmar Bergman : Albert Emanuel Vogler
- 1960 : La Source (Jungfrukällan) d'Ingmar Bergman : Töre
- 1961 : À travers le miroir (Såsom i en spegel) d'Ingmar Bergman : Martin
- 1962 : La Merveilleuse aventure de Nils Holgersson (Nils Holgerssons Underbara resa) de Kenne Fant : le Père
- 1962 : La Maîtresse (Älskarinnan) de Vilgot Sjöman : l'homme
- 1962 : Les Communiants (Nattvardsgästerna) d'Ingmar Bergman : Jonas Persson
- 1965 : La Récompense (The Reward) de Serge Bourguignon : Scott Swenson
- 1965 : La Plus Grande Histoire jamais contée (The Greatest Story Ever Told) de George Stevens : Jésus de Nazareth
- 1965 : 4x4 (Nordisk kvadrille), segment Uppehåll i myrlandet de Jan Troell : Kvist
- 1966 : Hawaï (Hawaii) de George Roy Hill : révérend Abner Hale
- 1966 : Le Secret du rapport Quiller (The Quiller Memorandum) de Michael Anderson : Oktober
- 1967 : L'Heure du loup (Vargtimmen) d'Ingmar Bergman : Johan Borg
- 1968 : La Honte (Skammen) d'Ingmar Bergman : Jan Rosenberg
- 1969 : La Lettre du Kremlin (The Kremlin Letter) de John Huston : colonel Kosnov
- 1969 : Une passion (En Passion) d'Ingmar Bergman : Andreas Winkelman
- 1971 : Le Lien (Beröringen) d'Ingmar Bergman : Andreas Vergerus
- 1971 : Le Visiteur de la nuit (The Night Visitor) de László Benedek : Salem
- 1971 : Les Émigrants (Utvandrarna) de Jan Troell : Karl Oskar Nilsson
- 1971 : Le Nouveau Monde (Nybyggarna) de Jan Troell : Karl Oskar Nilsson
- 1973 : L'Exorciste (The Exorcist) de William Friedkin : Père Lankester Merrin
- 1974 : Le Loup des steppes (Der Steppenwolf) de Fred Haines : Harry Haller
- 1975 : New York ne répond plus (The Ultimate Warrior) de Robert Clouse : Baron
- 1975 : Le miroir éclate (Trompe-l'œil) de Claude d'Anna : Matthew Lawrence
- 1975 : Les Trois Jours du Condor (Three Days of the Condor) de Sydney Pollack : G. Joubert
- 1975 : Les Œufs de la brouille (Ägget är löst!) de Hans Alfredson : le père, directeur de l’usine Nixitch
- 1976 : Foxtrot d'Arturo Ripstein : Larsen
- 1976 : Le Voyage des damnés (Voyage of the Damned) de Stuart Rosenberg : capitaine Schroeder
- 1976 : Cadavres exquis (Cadaveri eccellenti) de Francesco Rosi : le président de la Cour suprême
- 1976 : Cœur de chien (Cuore di cane) d'Alberto Lattuada : professeur Philippe Philippovitch Préobrazenski
- 1976 : Le Désert des Tartares (Il deserto dei Tartari) de Valerio Zurlini : Ortiz
- 1977 : Gran Bollito de Mauro Bolognini : Lisa / l'inspecteur de police
- 1977 : L'Exorciste 2 : L'Hérétique (Exorcist II : the Heretic) de John Boorman : Père Lankester Merrin
- 1977 : Il était une fois la Légion (March or Die) de Dick Richards : François Marneau
- 1979 : La Cible étoilée (Brass Target) de John Hough : Shelley / Webber
- 1979 : Bugie bianche ou Professione figlio de Stefano Rolla : Marcello Herrighe
- 1980 : La Mort en direct de Bertrand Tavernier : Gerald Mortenhoe
- 1980 : Flash Gordon de Mike Hodges : l'empereur Ming
- 1981 : À nous la victoire (Escape to Victory) de John Huston : major Karl von Steiner
- 1982 : Conan le Barbare (Conan the Barbarian) de John Milius : le roi Osric
- 1982 : Jugando con la muerte de José Antonio de la Loma : colonel O'Donnell
- 1982 : Le Vol de l'aigle de Jan Troell : Salomon August Andrée
- 1983 : Jamais plus jamais (Never Say Never Again) d'Irvin Kershner : Ernst Stavro Blofeld
- 1983 : Le Cercle des passions de Claude d'Anna : Carlo di Vilalfratti
- 1984 : Les Guerriers des étoiles (The Ice Pirates) de Stewart Raffill : le Diable
- 1984 : Dreamscape de Joseph Ruben : docteur Paul Novotny
- 1984 : Dune de David Lynch : docteur Liet Kynes
- 1985 : Nom de code : Émeraude (Code Name: Emerald) de Jonathan Sanger : Jurgen Brausch
- 1985 : Il pentito de Pasquale Squitieri : Mario Spinola
- 1986 : Hannah et ses sœurs (Hannah and Her Sisters) de Woody Allen : Frederick
- 1986 : Duo pour une soliste (Duet for One) d'Andreï Kontchalovski : docteur Louis Feldman
- 1987 : Pelle le Conquérant (Pelle Erobreren) de Bille August : Lassefar
- 1989 : SOS Fantômes 2 (Ghostbusters II) d'Ivan Reitman : Vigo[14] (voix) - non crédité
- 1990 : L'Éveil (Awakenings) de Penny Marshall : docteur Peter Ingham
- 1990 : Europa de Lars von Trier : narrateur
- 1990 : Mio caro dottor Gräsler de Roberto Faenza : Monsieur Schleheim
- 1991 : Un baiser avant de mourir (A Kiss Before Dying) de James Dearden : Thor Carlsson
- 1991 : Jusqu'au bout du monde (Bis ans Ende der Welt) de Wim Wenders : Henry Farber
- 1992 : Les Meilleures Intentions (Den Goda Viljan) de Bille August : Johan Äkerblom
- 1992 : Le Toucher silencieux (The Silent Touch / Dotkniecie reki) de Krzysztof Zanussi : Henry Kesdi
- 1993 : Le Bazaar de l'épouvante (Needful Things) de Fraser C. Heston : Leland Gaunt
- 1994 : Time is Money de Paolo Barzman : Joe Kaufman
- 1995 : Judge Dredd de Danny Cannon : juge suprême Fargo
- 1996 : Hamsun de Jan Troell : Knut Hamsun
- 1996 : Entretiens privés (Enskilda samtal) de Liv Ullmann : Jacob
- 1998 : Au-delà de nos rêves (What Dreams May Come) de Vincent Ward : The Tracker
- 1999 : La neige tombait sur les cèdres (Snow Falling on Cedars) de Scott Hicks : Nels Gudmunson
- 2001 : Vercingétorix : La Légende du druide roi (Druids) de Jacques Dorfmann : Guttuart
- 2001 : Le Sang des innocents (Non ho sonno) de Dario Argento : Ulisse Moretti
- 2001 : Intacto de Juan Carlos Fresnadillo : Samuel Berg
- 2002 : Minority Report de Steven Spielberg : Lamar Burgess
- 2005 : Heidi de Paul Marcus : l'oncle Alp
- 2006 : Le Scaphandre et le Papillon de Julian Schnabel : Papinou
- 2007 : Emotional Arithmetic de Paolo Barzman : Jakob Bronski
- 2008 : Rush Hour 3 de Brett Ratner : Reynard
- 2009 : Un homme et son chien de Francis Huster : le commandant
- 2009 : Oscar et la Dame rose d'Éric-Emmanuel Schmitt : docteur Dusseldorf
- 2009 : Solomon Kane de Michael J. Bassett : Josiah Kane
- 2010 : Shutter Island de Martin Scorsese : docteur Naehring
- 2010 : Wolfman de Joe Johnston : L'inconnu du train (Director's cut)
- 2010 : Robin des Bois (Robin Hood) de Ridley Scott : Walter de Locksley, le beau-père de Marianne
- 2011 : Extrêmement fort et incroyablement près (Extremely Loud and Incredibly Close) de Stephen Daldry : le locataire
- 2013 : The Letters de William Riead : Céleste Van Exem
- 2015 : Star Wars, épisode VII : Le Réveil de la Force (Star Wars : Episode VII - The Force Awakens) de J. J. Abrams : Lor San Tekka
- 2016 : Les Premiers, les Derniers de Bouli Lanners : le croque-mort
- 2017 : Rêve au Tuschinski de Jérôme Diamant-Berger (moyen métrage) : le vieil homme
- 2018 : Kursk de Thomas Vinterberg : Amiral Vladimir Petrenko
- 2021 : Kalávryta 1943 de Nikólas Dimitrópoulos : Nikólas Andréou âgé

### Télévision
- 1957 : Herr Sleeman kommer d'Ingmar Bergman (téléfilm) : Jägaren
- 1958 : Rabies d'Ingmar Bergman (téléfilm) : Bo Stensson Svenningson
- 1967 : The Diary of Anne Frank d'Alex Segal (téléfilm) : Otto Frank
- 1971 : I själva verket är det alltid nagot annat som händer d'Erland Josephson (téléfilm) : Anton
- 1971-1972 : I havsbandet de Bengt Lagerkvist (mini-série) : narrateur
- 1973 : Kvartetten som sprängdes (mini-série) de Hans Alfredson : ingénieur Planertz
- 1984 : Samson et Dalila (Samson and Delilah) de Lee Philips (téléfilm) : Sidka
- 1985 : Le Dernier civil de Laurent Heynemann (série télévisée) : Gaspard Bauerle
- 1985 : Christophe Colomb (Cristoforo Colombo) d'Alberto Lattuada (mini-série) : Jean II du Portugal
- 1985 : L'Affaire Belarus de (Kojak : The Belarus File) de Robert Markowitz (téléfilm) : Peter Barak
- 1985 : Quo Vadis ? de Franco Rossi (mini-série) : l'apôtre Pierre
- 1985 : The Last Place on Earth de Ferdinand Fairfax (mini-série) : Fridtjof Nansen
- 1986 : Gösta Berlings saga de Ferdinand Fairfax (mini-série) : Melchior Sinclaire
- 1988 : Familjen Schedblad (série télévisée) (série télévisée) (épisode 1) : rédacteur en chef Lindström
- 1989 : Red King, White Knight de Geoff Murphy (téléfilm) : Szaz
- 1989 : Carl Jung : Wisdom of the Dream de Stephen Segaller (mini-série) : Carl Jung (voix)
- 1990 : Hiroshima : Out of the Ashes de Peter Werner (téléfilm) : Père Siemes
- 1993 : Och ge oss skuggorna de Björn Melander (téléfilm) : Eugène O'Neill
- 1993 : Les Aventures du jeune Indiana Jones (The Young Indiana Jones Chronicles) (série télévisée) (saison 2, épisode 9) : Sigmund Freud
- 1994 : A che punto è la notte de Nanni Loy (téléfilm) : l'archevêque du Turin
- 1994 : Onkel Vanja de Björn Melander (téléfilm) : Professeur
- 1994 : La Marche de Radetzky (Radetzkymarsh) d'Axel Corti et Gernot Roll (mini-série) : Baron Franz von Trotta et Cipolje
- 1995 : Le Citoyen X (Citizen X) de Chris Gerolmo (téléfilm) : Docteur Alexandre Bukhanovsky
- 1997 : Salomon (Solomon) de Roger Young (téléfilm) : David
- 1997 : Screen One (série télévisée), épisode Péril en mer (Hostile Waters) de David Drury (téléfilm) : Amiral Chernavin
- 1997 : La Princesse et le Pauvre (La Principessa e il povero) de Lamberto Bava (téléfilm) : Epos
- 2000 : Nuremberg d'Yves Simoneau (mini-série) : Samuel Irving Rosenman
- 2004 : L'Anneau sacré (Ring of the Nibelungs) d'Uli Edel (téléfilm) : Eyvind
- 2004 : La Fuite des innocents (La Fuga degli innocenti) de Leone Pompucci (téléfilm) : Valobra
- 2009 : Les Tudors (The Tudors) de Michael Hirst (série télévisée) : Cardinal Othon de Walbourg (4 épisodes)
- 2014 : Les Simpson (The Simpsons) (saison 25, épisode La Guerre de l'art) (série télévisée) : Klaus Ziegler (voix)
- 2016 : Game of Thrones (série télévisée) (saison 6, 3 épisodes) : La Corneille à Trois Yeux/Brynden Rivers

### Jeux vidéo
- 2009 : SOS Fantômes, le jeu vidéo (Ghostbusters: The Video Game) : Vigo
- 2011 : The Elder Scrolls V: Skyrim : Esbern
- 2016 : Lego Star Wars : Le Réveil de la Force (Lego Star Wars: The Force Awakens) : Lor San Tekka

## Distinctions

### Récompenses
- 1988 : prix de l'Acteur européen de l'année, lors des Prix du cinéma européen pour Pelle le Conquérant.
- 2008 : Prix des nuits noires

### Nominations
- 1989 : Oscar du meilleur acteur pour Pelle le Conquérant
- 2011 : Oscar du meilleur acteur dans un second rôle pour Extrêmement fort et incroyablement près

### Décoration
- Chevalier de la Légion d'honneur le 17 octobre 2012, il reçoit la décoration de la part de Thierry Frémaux, en marge du Festival Lumière[12].

## Voix francophones
Max von Sydow n'a pas de voix française régulière. Malgré tout, Marc Cassot le double à cinq reprises pour le second doublage du film L'Exorciste, La neige tombait sur les cèdres, Le Sang des innocents, Minority Report et L'Anneau sacré. Pour le premier doublage de L'Exorciste, Louis Arbessier lui prête sa voix, tandis que Marc Alfos le double pour le second doublage de L'Exorciste 2 : L'Hérétique. L'ayant également doublé à cinq reprises, Jean Lagache sa voix dans Dune, Hannah et ses sœurs, Un baiser avant de mourir, Rush Hour 3 et Solomon Kane. À partir de 2010, il se double lui-même dans les œuvres suivantes : Shutter Island, Robin des Bois, Les Tudors et Star Wars, épisode VII : Le Réveil de la Force. Pour Kursk sorti en 2018, il est doublé par Georges Claisse.
Parmi ses autres voix, il a été doublé à trois reprises par François Chaumette dans New York ne répond plus, le premier doublage de L'Exorciste 2 : L'Hérétique et Flash Gordon. Puis à deux reprises chacun par Jean Berger dans Le Secret du rapport Quiller et La Cible étoilée, Georges Wilson dans Le Désert des Tartares et Cadavres exquis, Gabriel Cattand dans Duo pour une soliste et La lettre du Krelim, ainsi que par Jean-Claude Michel dans Le Bazaar de l'épouvante et  Judge Dredd. À titre exceptionnel, Jacques Thébault le double dans Les Fraises sauvages, Michel Gatineau dans La Plus Grande Histoire jamais contée, René Bériard dans Le Visiteur de la nuit, Claude Vernier dans Les Trois Jours du Condor, Michel Etcheverry dans Le Voyage des damnés, Jean Topart dans La Mort en direct, René Arrieu dans Conan le Barbare, Roland Ménard dans Jamais plus jamais, Georges Aminel dans Dreamscape, Jacques Deschamps  dans Pelle le conquérant, et enfin Marc de Georgi dans la mini-série Nuremberg.